# Birthday Girl (Erzählung)
Birthday Girl (japanisch バースデイ・ガール Bāsudei gāru, „Birthday Girl“) ist ein Buch mit zwei Erzählungen von Haruki Murakami. Diese erschienen auf Deutsch 2004, 2006 und in einer Neuauflage 2017 im DuMont Buchverlag. Im japanischen Original erschienen sie erstmals 2002.

## Birthday Girl
Eine Kellnerin hat in Tokio an einem 17. November an ihrem zwanzigsten Geburtstag Dienst. Sie muss dem Inhaber eines italienischen Restaurants das Essen servieren. Als dieser bemerkt, dass die Kellnerin an diesem Tag Geburtstag hat, gratuliert er ihr und sagt, dass er ihr einen Wunsch erfüllen werde. Sie habe aber nur einen Wunsch frei und könne diesen nicht wieder rückgängig machen. Anders als der Inhaber ihr vorschlägt, wünscht sie sich nicht Intelligenz, da diese ihr Wesen zu sehr verändern könne. Mehrere Jahre später ist dieses Frau glücklich verheiratet, hat zwei Kinder, einen Hund und fährt einen Audi. Ihren damaligen Wunsch gibt sie auch heute nicht preis.

## Mein Geburtstag, dein Geburtstag
Der Autor Haruki Murakami denkt über seinen eigenen Geburtstag nach. Er weiß, dass er oft nicht beachtet wird, aber dennoch in vielen Kalendern vorkommt. Da Murakami am 12. Januar Geburtstag hat, teilt er sich dieses Datum unter anderem mit Jack London. Im Jahr 1990 hat Murakami Londons Anwesen in den USA besucht und einen Wein aus dessen Weingut getrunken.

## Illustrationen
Die Illustrationen stammen von Kat Menschik und beziehen sich auf ausgewählte Vorgänge der Geschichte.

## Kritik
„Immerhin dient Murakamis Erzählung der Formulierung der Frage, ob und wie sehr uns unsere Wünsche prägen beziehungsweise verändern. […] So bleibt ein schaler Nachgeschmack, dass der Verlag ein weiteres Buch von Murakami auf den Markt bringt, um an seinem Namen zu verdienen. Den Literaturnobelpreis aber verdient er sich damit nicht.“